# Ultimate Spider-Man (animatieserie)
Ultimate Spider-Man is een Amerikaanse animatieserie, gebaseerd op de superheld Spider-Man van Marvel Comics. De serie is geschreven door Brian Bendis, Paul Dini, en Man of Action (een groep bestaande uit Steven T. Seagle, Joe Kelly, Joe Casey, en Duncan Rouleau, bekend van Ben 10 en Generator Rex). De serie is voor het grootste deel gebaseerd op de Ultimate Marvel-versie van Spider-Man.
De serie wordt in de Verenigde Staten sinds 1 april 2012 uitgezonden op Disney XD, in Nederland door Disney XD en in Vlaanderen door Disney Channel.

## Verhaal
De serie volgt Spider-Man, die net aan het tweede jaar van zijn superheldencarrière begint. Hoewel hij al ervaring heeft opgedaan met het bevechten van superschurken en het redden van levens, heeft hij nog veel te leren.
Nick Fury biedt Spider-Man aan lid te worden van S.H.I.E.L.D., en daar training te ondergaan, maar daarvoor moet hij wel met een ander team van tienersuperhelden leren samenwerken. Tot deze helden behoren Nova, White Tiger, Iron Fist, en Power Man.

## Productie
Volgens Paul Dini is de serie grotendeels gebaseerd op de strips van Brian Michael Bendis, aangevuld met nieuw materiaal. De eerste trailers voor de serie werden vertoond op de San Diego Comic Con in 2011.
J. K. Simmons vertolkt in de serie de rol van J. Jonah Jameson, een rol die hij ook speelde in de drie Spider-Manfilms van Sam Raimi.

## Rolverdeling
- Drake Bell – Spider-Man/Peter Parker
- Ogie Banks – Power Man/Luke Cage
- Greg Cipes – Iron Fist/Daniel "Danny" Rand
- Caitlyn Taylor Love – White Tiger/Eva Ayala
- Logan Miller – Nova/Sam Alexander
- Matt Lanter – Harry Osborn, Eugene "Flash" Thompson, Klaw/Ulysses Klaw, Venom
- Misty Lee – Tante May
- Tara Strong – Mary Jane Watson, Thundra
- J. K. Simmons – J. Jonah Jameson
- Kevin Michael Richardson – Joseph "Robbie" Robertson, unnamed Wrecking Crew member
- Tom Kenny – Dr. Octopus,
- Chi McBride – Nick Fury
- Clark Gregg – Agent/Principal Phil Coulson
- Troy Baker – Loki
- Steven Blum – Wolverine/James "Logan" Howlett
- Clancy Brown – Taskmaster/Tony Masters
- Maurice LaMarche – Doctor Doom/Victor Von Doom
- Peter Lurie – Sabretooth/Victor Creed
- Adrian Pasdar – Iron Man/Anthony "Tony" Stark
- Rob Paulsen – Batroc the Leaper/Georges Batroc
- Dwight Schultz – Mesmero
- Keith Szarabajka – Living Laser/Arthur Parks
- Fred Tatasciore – The Hulk
- Steven Weber – Norman Osborn, Trapster/Peter Petruski
- Travis Willingham – Thor

## Nederlandse rolverdeling
- Guido Spek – Spider-Man/Peter Parker
- Juliann Ubbergen – Power Man/Luke Cage
- Jelle Amersfoort – Iron Fist/Daniel "Danny" Rand
- Just Meijer – Loki, Norman Osborn, Dracula
- Maria Lindes – Tante May
- Reinder van der Naalt – J. Jonah Jameson en Stan Lee
- Huub Dikstaal – Dr. Octopus, Dr. Strange, Groot
- Marcel Jonker – Nick Fury, Doctor Doom/Victor Von Doom
- Simon Zwiers – Agent/Principal Phil Coulson, Wolverine/James "Logan" Howlett, Taskmaster/Tony Masters
- Leo Richardson – The Grandmaster
- Sander de Heer – Sabretooth/Victor Creed, The Collector
- Jim de Groot – Iron Man/Anthony "Tony" Stark
- Ewout Eggink – Curt Conners, The Lizard, Star-Lord
- Roberto de Groot – Thor
- Daan van Rijssel – Venom, Red Hulk
- Florus van Rooijen –  Eugene "Flash" Thompson, Agent Venom, Batroc the Leaper/Georges Batroc, Deadpool, A-Bomb
- Anneke Beukman – Squirrel Girl
- Thijs van Aken – Rhino
- Frans Limburg – Kraven the Hunter, Mesmero
- Paul Disbergen – Vulture
- Jannemijn Cnossen – Gamora, She-Hulk
- Daan Loenen – Rocket Raccoon
- Timo Bakker – MODOK
- Ruben Lürsen – Captain America
- Donna Vrijhof – Black Widow
- Martin van der Starre – Hawkeye
- Paul Klooté – Hulk

## Afleveringen

### Seizoen 1
1. Great Power
2. Great Responsibility
3. Doomed
4. Venom
5. Flight of the Iron Spider
6. Why I Hate Gym
7. Exclusive
8. Back in Black
9. Field Trip
10. Freaky
11. Venomous
12. Me Time
13. Strange
14. Awesome
15. For Your Eye Only
16. The Attack of the Beetle
17. Snow Day
18. Damage
19. Home Sick Hulk
20. Run Pig Run
21. I Am Spider-Man
22. The Iron Octopus
23. Not A Toy
24. Attack of the Beetle
25. Revealed
26. Rise of the Goblin

### Seizoen 2
1. The Lizard
2. Electro
3. The Rhino
4. Kraven the Hunter
5. Hawkeye
6. The Sinister Six
7. Spidah-Man!
8. Carnage
9. House Arrest
10. The Man-Wolf
11. Swarm
12. Itsy Bitsy Spider-Man
13. Journey of the Iron Fist
14. The Incredible Spider-Hulk
15. Ultimate Deadpool
16. Venom Bomb
17. Guardians of the Galaxy
18. The Parent Trap
19. Stan By Me
20. Game Over
21. Blade and the Howling Commandos, Part 1
22. Blade and the Howling Commandos, Part 2
23. Second Chance Hero
24. Sandman Returns
25. The Return of the Sinister Six
26. Ultimate

### Seizoen 3
1. The Return of the Guardians of the Galaxy
2. The Avenging Spider-Man, Part 1
3. The Avenging Spider-Man, Part 2
4. Agent Venom
5. Cloak & Dagger
6. The Next Iron Spider
7. The Vulture
8. The Savage Spider-Man
9. Halloween Night at the Museum
10. New Warriors
11. Nightmare on Christmas
12. The Spider-Verse, Part 1
13. The Spider-Verse, Part 2
14. The Spider-Verse, Part 3
15. The Spider-Verse, Part 4
16. Rampaging Rhino
17. Ant-Man
18. Burrito Run
19. Inhumanity
20. Attack of the Synthezoids
21. The Revenge of Arnim Zola
22. Contest of the Champions

## Reacties
Ultimate Spider-Man werd met negatieve reacties ontvangen door critici en kijkers.
Brian Lowry van Variety vergeleek de humor in de serie met die van Family Guy. David Sims van The A.V. Club gaf de pilotaflevering een C-waardering. Emily Ashby van Common Sense Media gaf de serie 4 uit 5 sterren.